# Hipokampus (mitologija)
Hipokampus ali hipokamp tudi hipokampoi (množina hipokampi ali hipokampi, grško ἱππόκαμπος, od ἵππος, "konj" in κάμπος, "morska pošast" ) je mitološko bitje, ki ga poznata fenicijska in grška mitologija, čeprav je ime, s katerim je poznano, zgolj grško. Sprejet je bil tudi v etruščansko mitologijo. Hipokampus je po navadi prikazan kot zgornji del konja s spodnjim delom ribe.

## Mitologija

### Fenicija in Lidija
Kovanci, ki so se kovali v Tiru okoli 4. stoletja pred našim štetjem kažejo, da je zavetnik, bog Melkart, jahal na krilatem hipokampusu in so ga spremljali delfini. Kovanci iz istega obdobja iz Biblosa kažejo potapljanje hipokampusa pod galejo. 
Zlati morski konj je bil odkrit v zakladu iz kraljevine Lidije v Mali Aziji iz 6. stoletja pred našim štetjem. 

### Grčija in Rim
V Iliadi Homer opisuje Pozejdona, ki je bil bog konj (Poseidon Hippios), potresov in morja, ki so ga narisali z medeninastimi kopiti na morski površini  in Apolonij Rodoški, ki je zavestno arhaično v Argonautici, opisal konja Pozejdona, ki izvira iz morja in galopira čez Libijsko puščavo.  To se primerja s konkretnim "dvokrilnim" hipokampusom Gaja Valerija Flaka v njegovi Argonautici: »Orion, ko ujame svojega očeta uzde, poganja morje s krčenjem svojih dvo kopitnih konj.«  V helenističnih in rimskih slikah pa Pozejdon (ali rimski Neptun) pogosto vozi morsko kočijo, ki jo vleče hipokampus. Hipokampi s tem bogom se pojavljajo tako v antičnih upodobitvah kot tudi v bolj sodobnih, kot je vodnjak Trevi iz 18. stoletja v Rimu, kjer jih Neptun gleda z niše zgoraj.
Pojav hipokampusov v sladkovodni in slani vodi je neintuitiven za sodobno občinstvo, a ne za antično. Grška slika naravnega hidrološkega cikla ni upoštevala kondenzacije atmosferske vode kot dežja, da bi dopolnjevala vodno površino, vendar si je zamislila, da se morje kopiči na kopnem preko ogromne podzemne votline in vodonosnike, ki se nenehno polnijo in osvežujejo v izvirih. 
Tako je bilo naravno za tempelj v Heliki v obalni ravnini Ahaje, ki je posvečen Pozejdonu Helikoniosu, sveti izvir beocijskega Helikona.  Ko je potres nenadoma potopil v mesto, je tempeljski bronast Pozejdon skupaj s hipokampusom nadaljeval ovirati ribške mreže. Podobno je hipokampus veljal za primerno dekoracijo za mozaike v rimskih termah ali javnih kopališčih, kot na sodobnem kopališču Aquae Sulis Bath v Britaniji.
Pozejdonovi konji, ki so bili vključeni v izdelan kiparski program pozlačenega brona in slonovine, ki ga je rimski naročnik dodal v Pozejdonov tempelj v Korintu, so verjetno hipokampi; romanizirani grški Pavzanias je opisal bogat ansambel v poznejšem 2. stoletju (Geografija Grčije ii.1.7-.8):
Na templju, ki ni zelo velik, stojijo bronasti Tritoni. V prvem templju so slike, dve Pozejdona, tretja Amfitrita in morje, ki je tudi bronasto. Daritve v notranjosti so v našem času namenili Herodu Atiku, štirje konji, pozlačeni, razen kopit, ki so iz slonovine in dva zlata Tritona poleg konj, s spodnjimi deli, ki ležijo pod slonovino. Na vozu stojita Amfitrita in Pozejdon in tam deček Palaemon jaha na delfinu. Tudi ti so izdelani iz slonovine in zlata. Na sredini osnove, na kateri je bil voz je morje, je mlada Afrodita, na obeh straneh pa so nimfe, imenovani Nereide

### Etruščani
Hipokampusi se pojavljajo s prvo orientalizirano fazo etruščanske civilizacije: ostajajo tema etrurskih grobnih stenskih poslikav in reliefov , kjer so včasih opremljeni s krili, kot v vodnjaku Trevi. Katherine Shepard je v tej temi našla etruščansko vero v morsko potovanje na drugi svet. 

### Pikti
Morski konj se pojavlja tudi v piktskih kamnitih rezbarijah na Škotskem. Simbolika rezbarstva (znana tudi kot "Piktske pošasti") ni znana. Čeprav je podoben, vendar ne enak kot rimski morski konj, ni jasno ali ta slika izhaja iz slik, ki so jih prevzeli od Rimljanov ali pa so imeli prostor v zgodnji piktski mitologiji. 

### Srednji vek, renesansa in sodobnost
Mitski hipokampus je bil uporabljen kot heraldični emblem, zlasti od renesanse dalje, najpogosteje oklepih ljudi in krajih s pomorskimi združenji. Vendar pa se v blazonu izrazi hipokamp in hipokampus nanašajo na prave živali, imenovane morski konjiček, izraz morski konj pa se nanaša na mitološko bitje. Omenjeni hibridi rib se redko pojavljajo. 
Morski konj je tudi skupna podoba v renesančni in post-renesančni umetnosti, na primer v fontani Trevi, ki je iz leta 1732.
Krilati hipokampus je bil uporabljen kot simbol za Air France od ustanovitve leta 1933 (podedovan od svojega predhodnika Air Orient); se danes pojavlja na ohišju motorjev letal Air France.
Bronasti hipokampoi se pojavijo v Dublinu, Leinsterju na Irskem na svetilkah ob kipu Henrya Grattana in na Grattanovem mostu.

## Kozorog in sorodne mitične živali
Tesna povezana s hipokampusom je "morska koza", ki ga predstavlja Kozorog	, mitsko bitje s sprednjo polovico koze in zadnjo polovico ribe. Kanonske figure, ki večinoma niso bile same kultne podobe in kovanci karijske boginje, povezane z Afrodito kot Afrodita Afrodizijska skozi interpretatio graeca, kažejo boginjo jahati na morski kozi.  Brody jih tako opiše :
... se zdi, da je pol gola ženska figura jaha morsko kozo, ki jo spremljata delfin in Triton. To je sama boginja Afrodita, prikazana tukaj ne v svojem značilnem lokalnem obrisu, ampak v bolj tradicionalnem helenističnem slogu. Je morski vidik Afrodite, ki je Grkom poznan kot Afrodite Pelagija .... Ona jaha na fantastičnem morskem bitju s telesom in repom ribe in prednjim delom koze. Ta morska koza se pomakne v desno in zavije nazaj z glavo, da pogleda boginjo. Ta skupina se pojavi tudi na Afrodizijskih kovancih iz 3. stoletja A.D.
Poleg aigikampoi koze z ribjim repom, ki predstavljajo Kozoroge, so za ostale ribje živali v grški umetnosti bolj značilne za Etruščane. Med njimi so leokampoi (levi z ribjimi repi), taurokampoi (biki z ribjimi repi) ali pardalokampoi (leeopardi z ribjimi repi). 